# Catastrofismo
Catastrofismo ou teoria das catástrofes naturais é uma teoria desenvolvida pelo naturalista Georges Cuvier (1769-1832) - e, posteriormente, várias vezes revisitada  -, a qual explica, sem contradizer o dogma da criação, a evolução dos seres vivos, através de súbitas e violentas convulsões da crosta terrestre, ocorrendo em intervalos, sendo que, após cada uma delas, as formas vivas, quase completamente destruídas, seriam substituídas por outras recém-criadas, de acordo com um plano que terminaria com o surgimento do homem na Terra.

## História
De acordo com a sua teoria, explica os diversos eventos de extinção que o naturalista constatou terem ocorrido na história de vida da Terra, através da análise de fósseis e estratos geológicos. O catastrofismo defende que em seu passado, a Terra sofreu a ação de fenômenos catastróficos, principalmente inundações, que resultaram nas configurações geológicas e biológicas atuais, o que explica, por exemplo, a ocorrência de fósseis marinhos em regiões distantes da costa.
Cuvier defendia que estas catástrofes, ou como ele denominava, revoluções, atingiram determinadas regiões do globo, extinguindo a fauna e flora local, que somente podiam ser estudadas por intermédio de seus fósseis. Posteriormente, a região atingida pela catástrofe, era repovoada por organismos, que migravam das regiões não atingidas por ela. Este ciclo de extinção e repovoamento se repetiu ao longo da história da Terra.
A ideia inicial de Georges Cuvier sofreu alterações ao longo do tempo, sendo expandida para catástrofes de ação global, as quais resultavam na extinção de toda a fauna e flora da Terra. Segundo os defensores desta vertente do catastrofismo, após a extinção de toda a fauna e flora global, novos organismos seriam criados pela ação divina. Era a incorporação da teoria catastrofista pelo criacionismo defendido por alguns naturalistas do século XIX, que também defendiam que a última destas catástrofes havia sido o Dilúvio Bíblico.
Ainda durante o século XIX o Catastrofismo sofreu sérias críticas advindas dos defensores do Uniformitarismo.
Atualmente, o catastrofismo é reconhecido como a explicação para eventos geológicos rápidos e violentos, como impactos de meteoritos, grandes erupções vulcânicas e terremotos catastróficos, que causaram mudanças significativas na Terra em curtos períodos de tempo. Embora a geologia moderna valorize principalmente processos lentos e contínuos (uniformitarianismo), o catastrofismo ainda é importante para entender eventos excepcionais que tiveram impacto profundo na história geológica e biológica do planeta.

### Obras de Georges Cuvier sobre o Catastrofismo
- Recherches sur les ossemens fossiles (Investigações sobre ossadas fósseis) (1812);[9]
- Discurso sobre as Revoluções na Superfície do Globo (1825).[10]Referências

1. ↑  (em inglês) Universidade da Califórnia em Berkeley, Georges Cuvier.
2. ↑  (em italiano) Treccani. Vocabolario: catastrofismo
3. ↑  Faria, Felipe (2012). Georges Cuvier: do estudo dos fósseis à paleontologia, 2012 - Scientiae Studia & Editora 34. [S.l.: s.n.] ISBN 978-85-7326-487-6
4. ↑  Cuvier, Georges (1830). Discours sur les révolutions de la surface du Globe, 1830-Edmond D'ocagne. [S.l.: s.n.]
5. ↑  Faria, Frederico Felipe de Almeida (2010). Georges Cuvier e a instauração da Paleontologia como ciência (PDF). Florianópolis, SC: Tese de doutorado - UFSC
6. ↑  Rudwick, Martin (2005). Bursting the Limits of Time: The Reconstruction of Geohistory in the Age of Revolution, 2005 - The University of Chicago Press. [S.l.: s.n.] ISBN 0-226-73111-1
7. ↑  O Atualismo entre uniformitaristas e catastrofistas. «O Atualismo entre uniformitaristas e catastrofistas». Revista da Sociedade Brasileira de História da Ciência. ISSN 2176-3275. Consultado em 23 de fevereiro de 2015
8. ↑  Faria, Felipe (2014). «O Atualismo entre uniformitaristas e catastrofistas». Revista Brasileira de História da Ciência (1): 101–109. ISSN 2176-3275. doi:10.53727/rbhc.v7i1.229. Consultado em 4 de junho de 2025
9. ↑  Faria, Felipe (2020). Tradução da obra de Georges Cuvier: Discurso Preliminar do Recherches sur les ossemens fossiles (Investigações sobre ossadas fósseis) 1812, contendo a Memória sobre a íbis dos antigos egípcios (em polaco). Florianópolis: Caçadores de Fósseis Oficina
10. ↑  Faria, Felipe (2020). Tradução da obra de Georges Cuvier: Discurso sobre as revoluções da superfície do Globo (Discours sur les révolutions de la surface du Globe) 1825, contendo: Determinação das aves denominadas íbis pelos antigos egípcios. (em polaco). Florianópolis: Caçadores de Fósseis Oficina